# Marek Klucewicz
Marek Karol Klucewicz (ur. 1968) – polski działacz związkowy, od 1995 roku przewodniczący Związku Zawodowego Kontra.
Od 1995 roku kierował jedną z dwóch działających równolegle pod nazwą Związek Zawodowy Kontra – organizacji związkowych. Od 2007 roku po zmianach organizacyjnych kieruje jednolitym Związkiem Zawodowym Kontra. W imieniu Związku był między innymi sygnatariuszem Forum Związków Zawodowych. Jest również prezesem firmy Polmid Sp. z o.o. z Zabrza.